# Avisio
L'Avìsio (La Veisc in ladino, La Vés in fiemmese, La Vís in cembrano e Eveys, Efeis o Laifserbach in tedesco antiquato) è un fiume trentino, affluente di sinistra dell'Adige, e ha una lunghezza di 89,4 chilometri. Il bacino si estende per una superficie di 940 km² e alimenta 4 centrali idroelettriche con una potenza nominale complessiva di 106,18 megawatt.

## Etimologia
Il nome "Avisio" è documentato nel 1050 circa come supra fluvium qui vocatur Auis, e nel 1200 ponte Avisi.  Con ogni probabilità deriva dal gallico abisjo che significa "corso d'acqua", a sua volta dalla radice protoindoeuropea abì, "acqua".

## Corso dell'Avisio
Il corso d'acqua nasce dalla Marmolada, per poi attraversare la val di Fassa, la val di Fiemme e la val di Cembra.

### Val di Fassa

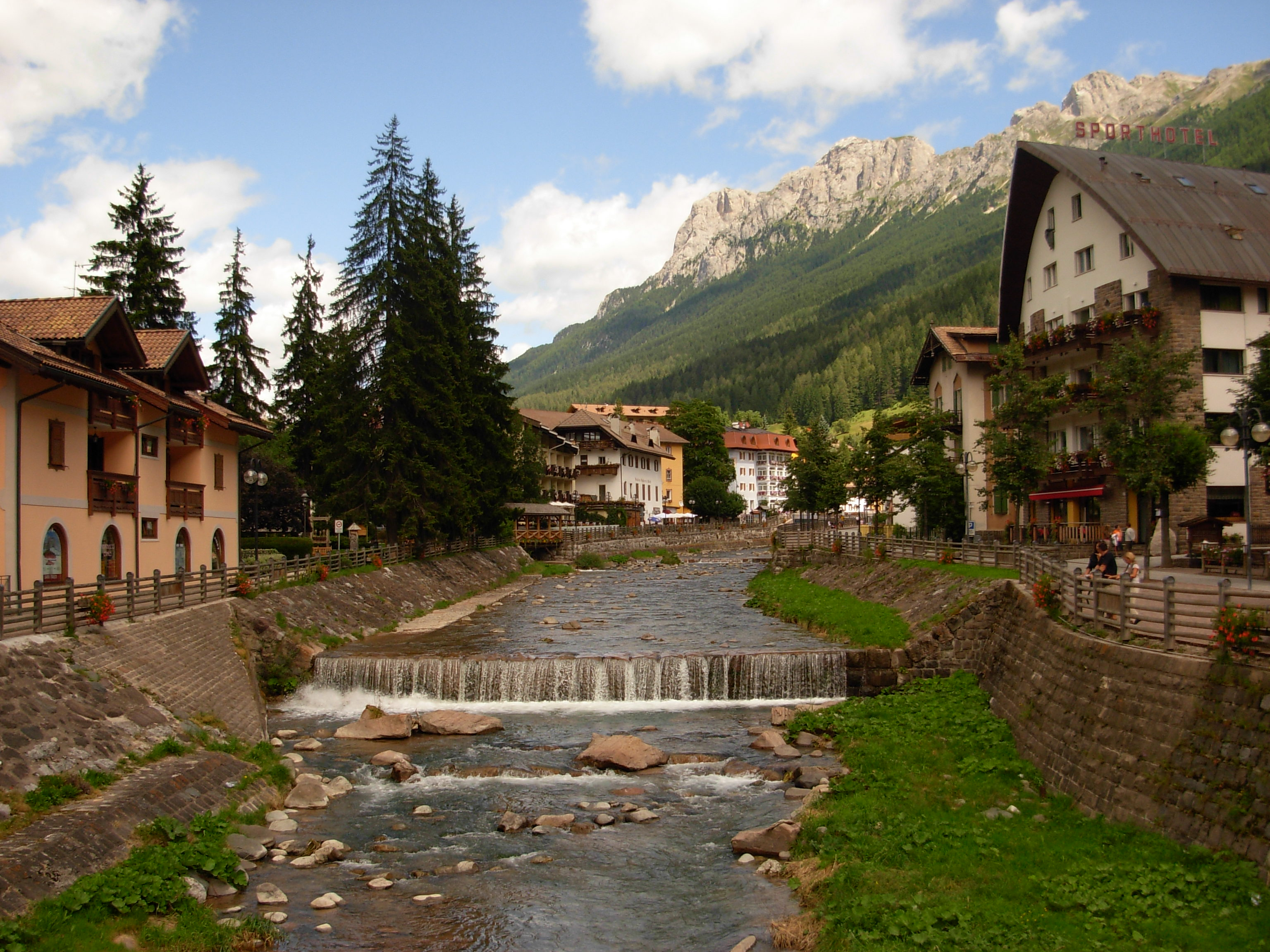
L'Avisio a Moena

Il primo tratto dell'Avisio è in val di Fassa, dove nasce presso il passo Fedaia (2054 m s.l.m.) come emissario del lago di Fedaia, formato dalle acque di fusione del ghiacciaio della Marmolada. Subito dopo si immette nel lago artificiale di Fedaia, che a scopi idroelettrici ne devia parte delle acque nel bacino del Cordevole.
Il torrente scorre velocemente con una pendenza elevata fino al paesino di Penia, dove riceve il suo primo affluente, il ruf de Contrin dalla valle omonima. Dopo Penia la valle si allarga improvvisamente, descrivendo un'ampia curva verso nordovest e la diminuita pendenza fa sì che il torrente riduca la sua velocità e allarghi il suo alveo.
A Canazei riceve il ruf d'Antermont dal gruppo del Sella. Nel tratto di Campitello di Fassa aumenta notevolmente la sua portata grazie al ruf de Duron, e successivamente con le affluenze del ruf de Dona, del ruf de Udai e del ruf de Soal, tutti provenienti dal Catinaccio. Presso Pozza di Fassa si unisce al corso d'acqua anche il rio di San Nicolò che arriva dalla val San Nicolò. Dopo Soraga di Fassa il torrente è sbarrato dalla diga di Pezzé e forma il lago di Soraga (dal quale una conduttura alimenta la centrale idroelettrica di Predazzo). In corrispondenza dell'abitato di Moena confluiscono nell'Avisio il rio San Pellegrino e il rio Costalunga dal Latemar.
Dopo quest'ultimo paese l'Avisio lascia la val di Fassa per entrare in val di Fiemme.

### Val di Fiemme

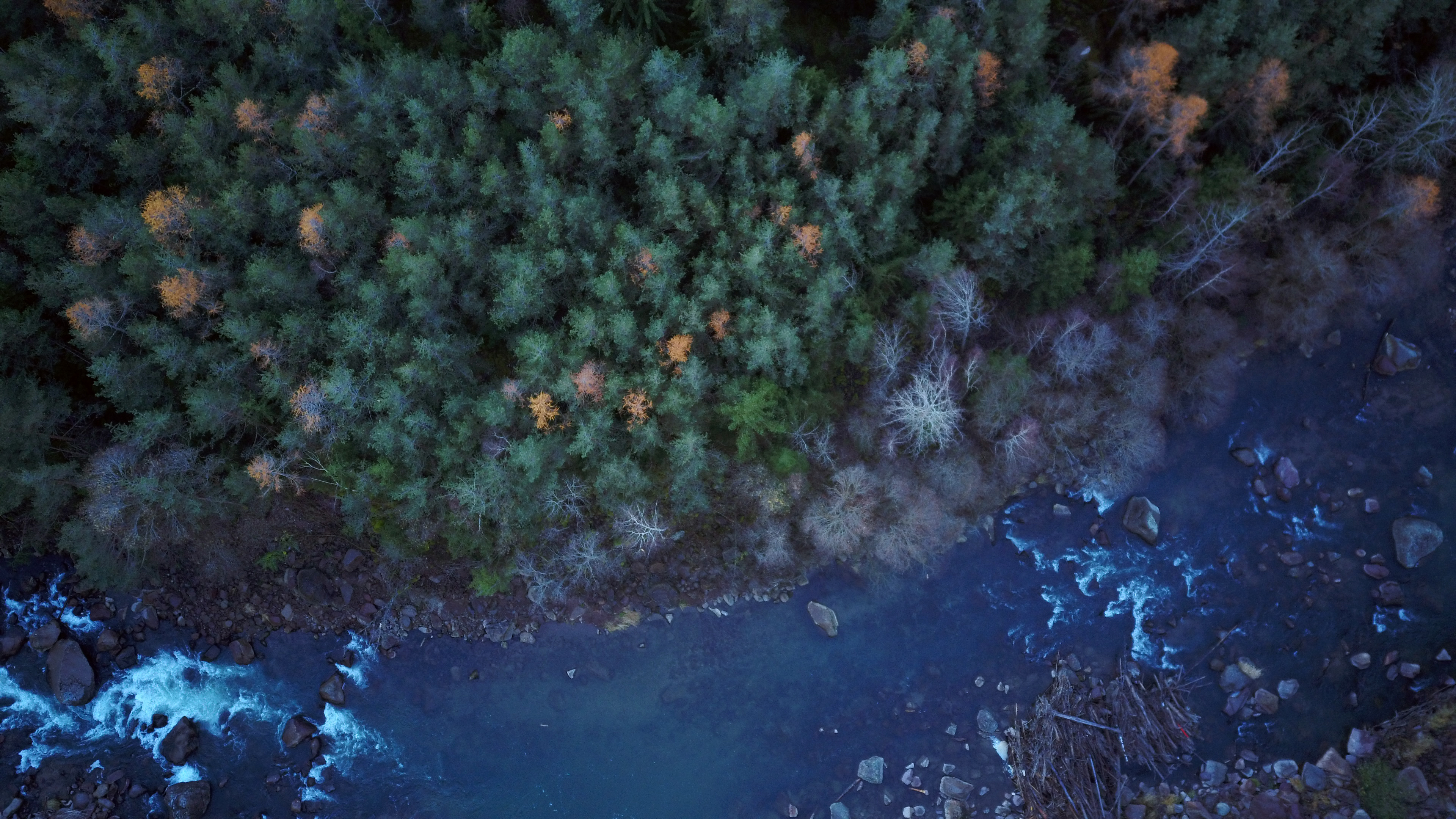
L'Avisio presso Ischiazza, Valfloriana

In val di Fiemme il corso del torrente segue un andamento est-ovest ed il suo bacino idrografico si estende nella sua massima ampiezza ricevendo l'apporto copioso di numerosi ruscelli e torrenti soprattutto dal versante sinistro provenienti dalla catena del Lagorai. Tra i principali affluenti in sinistra orografica, si ricordano nell'ordine:
- il torrente Travignolo, principale tributario dell'Avisio, che nasce dal ghiacciaio del Travignolo (situato nel gruppo delle Pale di San Martino) e percorre la val Venegia; il suo corso è sbarrato a valle di Paneveggio creando il lago di Paneveggio, che ne convoglia le acque nel bacino del Cismon (e da qui al fiume Brenta). Sfocia nell'Avisio nei pressi di Predazzo;
- il rio delle Pozze a valle di Predazzo, famoso per la sua cascata;
- il rio Sadole presso Ziano di Fiemme;
- il rio Cavelonte in comune di Panchià;
- il rio Lagorai proveniente dall'omonimo lago, a Tesero;
- il rio di Val Moena, che forma nell'ultimo tratto una suggestiva cascata, presso Cavalese;
- il rio di Cadino da passo Manghen, in comune di Castello-Molina di Fiemme.

Gli affluenti di destra sono generalmente più brevi e a carattere più irregolare; fra essi, il rio Valsorda a Forno, rio Gardoné a Predazzo, il rio di Valaverta a Ziano, il rio Bianco a Panchià, il rio Stava a Tesero (famoso per la tragedia del 19 luglio 1985), il rio Gambìs presso Cavalese e il rio Predaia a Molina di Fiemme.
A valle dell'abitato di Molina il torrente viene sbarrato dalla diga di Stramentizzo creando l'omonimo lago; parte delle acque viene convogliata alla centrale idroelettrica di San Floriano di Egna (BZ) e quindi immessa nell'Adige.
In val di Fiemme l'Avisio abbandona progressivamente la regione dolomitica (con rocce calcaree permeabili) per entrare nella piattaforma porfirica atesina (con rocce silicee impermeabili) e ciò ne cambia l'idrologia.

### Val di Cembra

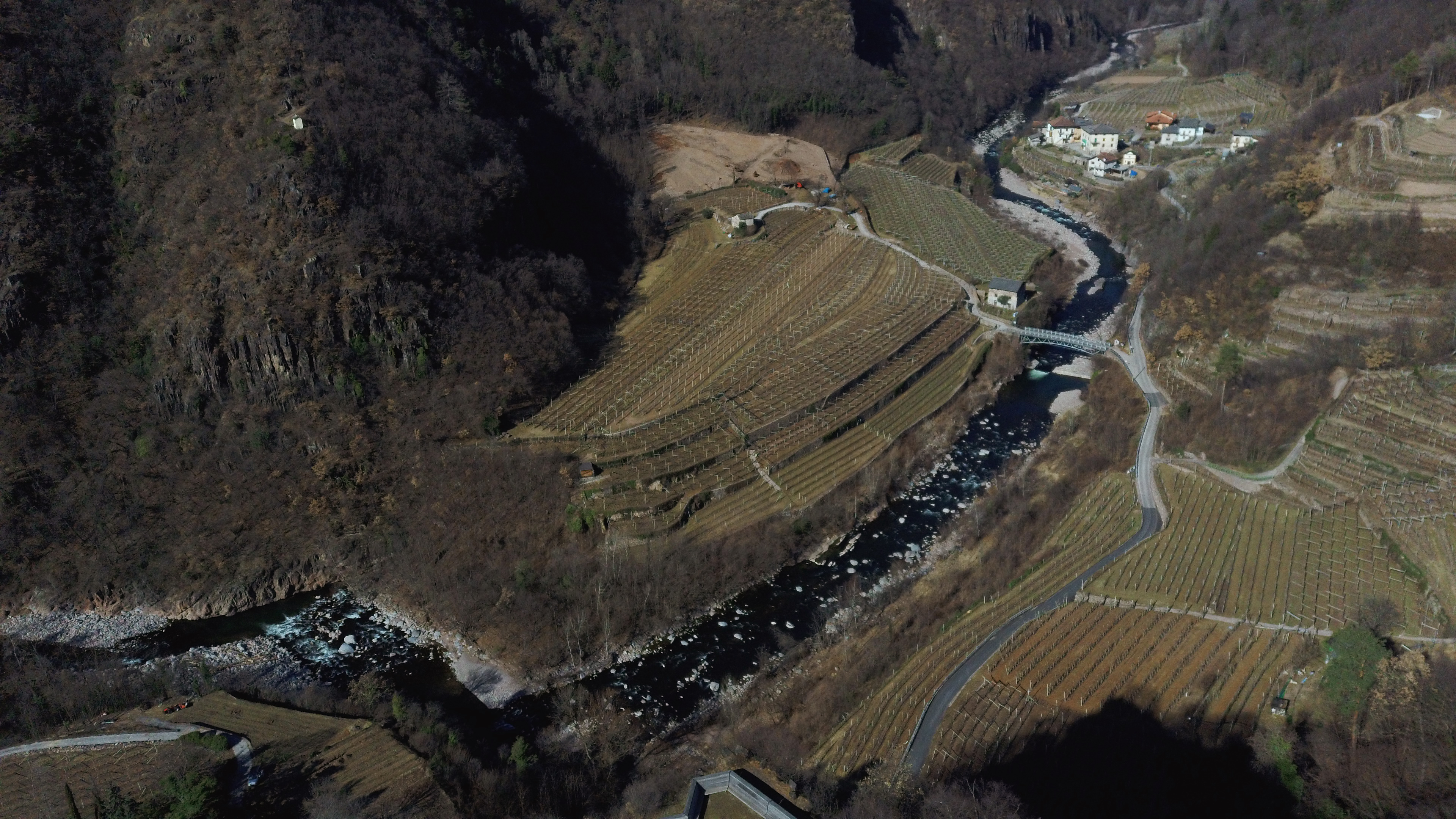
L'Avisio al ponte di Cantilaga, dopo Prà di Segonzano

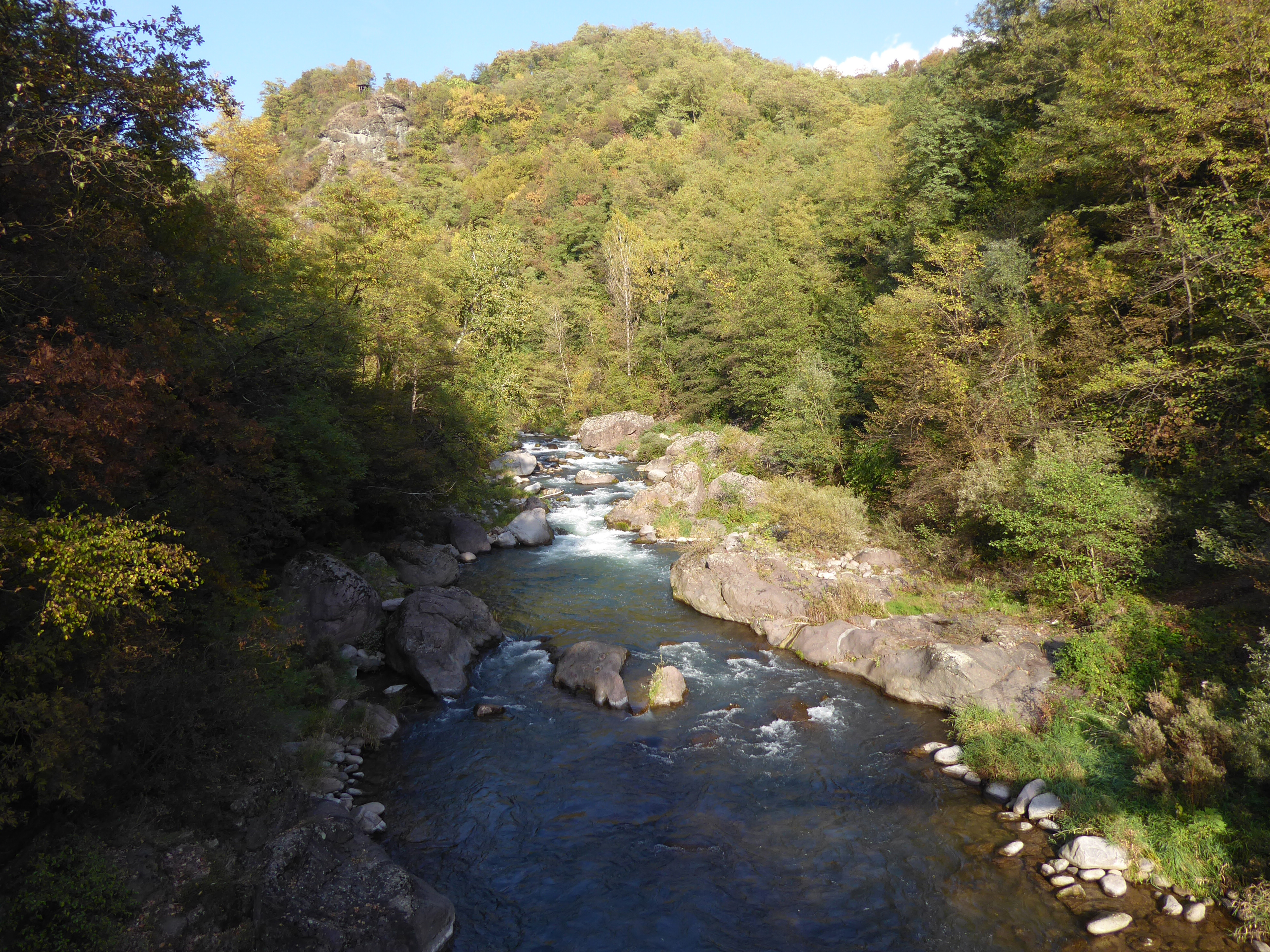
L'Avisio sotto la centrale idroelettrica di Pozzolago (Lona-Lases)

In val di Cembra, subito dopo il lago di Stramentizzo, il torrente riduce sensibilmente la sua portata per via dei prelievi a scopo idroelettrico, sprofonda in un caratteristico e tortuoso canyon scavato nella roccia porfirica e piegando nuovamente in direzione sud-ovest scorre in un ambiente rimasto pressoché inalterato rispetto al passato e solo a brevi tratti è visibile dai paesi della parte alta della valle.
Gli affluenti maggiori in questo tratto di corso sono quelli di sinistra provenienti dalla catena del Lagorai, tra i quali il rio Brusago presso Sover e il rio Regnana presso Piazzo. Tra quelli di destra più brevi e a carattere torrentizio il rio del Molino presso Grauno e il rio Scorzai presso Cembra.
Tra i comuni di Giovo, Lavis e Meano (Trento), dopo aver incanalato i rivi "Val dei Molini" (Verla) e il "Rio Valalta" (Meano), il torrente passa per la serra di San Giorgio, una grande briglia idraulica costruita a fine Ottocento; superata Lavis, confluisce nell'Adige con un'ampia foce (larghezza di circa 1 km), formando una zona paludosa che è diventata area protetta, il biotopo Foci dell'Avisio, istituito nel 1994.
La conformazione geologica del territorio (rocce impermeabili) e i ripidi versanti questo tratto di territorio conferiscono all'Avisio un carattere torrentizio, con portate minime di 5 m³/s e piene di oltre 1000 m³/s.
Presso Lavis si ricordano in passato episodi di secca totale del torrente, dovuti a prelievi idrici eccessivi in periodi siccitosi, ed episodi di rovinose piene con notevole trasporto di detriti, come l'alluvione del 1882 con portata di 1220 m³/s e quella del 1966 durante la quale si misurò una portata di 1100 m³/s (dato particolarmente significativo se confrontato con la portata di 2500 m³/s dello stesso Adige misurata a Trento, quindi a valle della confluenza con l'Avisio).